# Antonin Duraffour
Antonin Eugène Duraffour, né le 4 juin 1879 au Plantay  et mort le 1er décembre 1956 à Saint-Égrève, est un linguiste, dialectologue, phonéticien, philologue et éditeur scientifique français.

## Biographie
Antonin Duraffour passe son enfance à Vaux-en-Bugey et fait ses études secondaires au lycée de Bourg-en-Bresse. Il passe sa licence à Paris. Agrégé en 1914, il enseigne à Gap et Avignon. Il est professeur de 1932 à 1952 à la faculté des lettres de l'université de Grenoble où il fonde l'Institut de phonétique,,.

## Décorations
Antonin Duraffour était chevalier de la Légion d'honneur et décoré de la croix de guerre 1914-1918.

## Œuvres
- Extrait d'un lexique patois-français du parler de Vaux (en Bugey) - Ain, Grenoble : Allier père et fils, 1923
- Matériaux et directives pour l'enseignement élémentaire de la prononciation française..., Grenoble, Allier père et fils, 1924
- Ancien dombiste areyna, sablon, pavir, Paris, Champion, 1925
- Les Rameaux : mystère du XVIe siècle en dialecte embrunais : introductions et notes par Louis Royer ; Une esquisse philologique et d'un glossaire, Gap : Louis Jean, 1928
- Matériaux et directives pour l'enseignement élémentaire de la prononciation française, 3e édition, augmentée / Grenoble : impr. de Allier père et fils, 1928
- Aperçu du patois de Cerdon, Bourg : V. Berthod, 1928
- Matériaux phonétiques et lexicologiques pour servir à l'histoire du parler de Vaux-en-Bugey (Ain), Grenoble, Institut phonétique de Grenoble, 1930
- Matériaux phonétiques et lexicologiques pour servir à l'histoire du parler de Vaux-en-Bugey (Ain), Grenoble, Institut phonétique, 1930
- Autour du mot "pulpe", Bourg, 1930
- Matériaux et directives pour l'enseignement élémentaire de la prononciation française, Grenoble, Allier père et fils, 1932
- Description morphologique avec notes syntaxiques du parler franco-provençal de Vaux (Ain) en 1919-1931, Grenoble, Institut phonétique de Grenoble, 1932
- Phénomènes généraux d'évolution phonétique dans les dialectes franco-provençaux d'après le parler de Vaux-en-Bugey (Ain), [Grenoble], 1932
- Description morphologique avec notes syntaxiques du parler Franco-provençal de Vaux (Ain) en 1919-1931, Grenoble : Institut Phonétique de Grenoble, 1932
- Description morphologique avec notes syntaxiques du parler franco-provençal de Vaux (Ain) en 1919-1931, Grenoble, 1932
- Phénomènes généraux d'évolution phonétique dans les dialectes franco-provençaux d'après le parler de Vaux-en-Bugey (Ain), Grenoble, Institut phonétique, 1932.
- La Survivance du plus-que-parfait de l'indicatif latin en franco-provençal, Paris, Champion, 1934
- L'habitation paysanne en Bresse, étude d'ethnographie par G. Jeanton, étude linguistique par A. Duraffour ; illustration de E. Violet; Paris : Librairie E. Droz, 1935
- L'Habitation paysanne en Bresse / Étude d'ethnographie par G. Jeanton ; Étude linguistique par A. Duraffour ; Illustrations de E. Violet, Mâcon, impr. J. Buguet-Comptour, 1935.
- Un texte en patois des Terres Froides, A. Duraffour et P. Gardette / Rurich, 1936
- Phénomènes de phonétique syntactique dans un groupe de parlers alpins, Paris : C. Klinckieck, 1937
- Ancien franco-provençal "avil", pl. "avieuz" "ruche ; essaim", Halle : M. Niemeyer, 1937
- La reviviscence des atones dans le Nord du domaine gallo-roman, Liège, 1939
- Lexique patois-français du parler de Vaux-en-Bugey : Ain, 1919-1940, Grenoble, 1941
- Lexique patois français du parler de Vaux-en-Bugey (Ain) (1919-1940), Grenoble, Institut de phonétique, 1941
- Lexique patois-français du parler de Vaux-en-Bugey (Ain) 1919-1940 ; Index par Marguerite Gonon, Grenoble : Institut de phonétique, 1941-1942
- Lexique patois-français du parler de Vaux-en-Bugey (Ain), 1919-1940, index par Marguerite Gonon, Grenoble : chez l'auteur, 1941-1942
- Lexique patois-français du parler de Vaux-en-Bugey : Ain, 1919-1940, Grenoble : Institut de phonétique, 1942
- Glossaire des patois francoprovençaux, publié par L. Malapert et M. Gonon ; sous la direction de P. Gardette / Paris : Éd. du Centre national de la recherche scientifique, 1969
- Matériaux et directives pour l'enseignement élémentaire de la prononciation française, 7e édition augmentée, Gap : Imprimerie Louis-Jean, 1956
- Compte-rendu de : B. Hasselrot, Étude sur les dialectes d'Ollon et du district d'Aigle (Vaud), Uppsala, 1937, Stockholm : Almqvist & Wiksell
- Phénomènes généraux d'évolution phonétique dans les dialectes franco-provençaux d'après le parler de Vaux-en-Bugey (Ain), Paris